# 15908 Bertoni
15908 Bertoni este un asteroid din centura principală de asteroizi.

## Descriere
15908 Bertoni este un asteroid din centura principală de asteroizi. A fost descoperit pe 2 octombrie 1997 la Kitt Peak National Observatory, în cadrul proiectului Spacewatch. Asteroidul prezintă o orbită caracterizată de o semiaxă mare de 3,06 ua, o excentricitate de 0,10 și o înclinație de 1,9° în raport cu ecliptica.